# Михеев, Илья Иванович
Илья Иванович Михеев (20 августа 1916, Темрюк, Екатеринославская губерния — 26 июля 1979, Донецк) — советский деятель, шахтёр, бригадир проходческой бригады шахты «Мушкетовская-Вертикальная» треста «Сталиношахтострой» Сталинской области. Герой Социалистического Труда (28 августа 1948). Депутат Верховного Совета УССР 3-4-го созывов.

## Биография
Родился в семье крестьянина-бедняка. В четырёхлетнем возрасте остался без отца. В 1927 году закончил четыре класса сельской школы, продолжить обучение не смог из-за материальных трудностей.
Трудовую деятельность начал в одиннадцатилетнем возрасте. Был пастухом, работал батраком у зажиточных жителей села до образования колхоза. В 1930 году вступил в колхоз «Комсомол», работал рядовым колхозником, помощником пахаря на полевых работах.
В 1935 году завербовался для работы в угольной промышленности. Был направлен на шахту № 6 «Красная Звезда» треста «Будённовскуголь» в городе Сталино Донецкой области. Работал на разных работах, был бурильщиком, бригадиром строителей.
В 1937—1939 годах служил в Красной армии, в железнодорожном батальоне. После увольнения в запас вернулся на ту же шахту, где работал бригадиром проходчиков.
В июне 1941 года был вновь призван в Красную армию. Участник Великой Отечественной войны. Воевал в составе 362-го железнодорожного батальона, потом в 87-й стрелковой дивизии. В мае 1944 года был тяжело ранен, на фронт не вернулся. После войны продолжил службу в конвойной роте.
В сентябре 1945 года демобилизован. Затем несколько месяцев работал слесарем на 2-м конном заводе Дубовского района Сталинградской области.
В апреле 1946 года вернулся на шахту № 6 «Красная Звезда», работал крепильщиком. Принимал участие в восстановлении и вводе в эксплуатацию шахты. С началом строительства новой крупной шахты «Ливенская-Заперевальная» был переведен на эту новостройку. Укомплектовал бригаду проходчиков из выпускников школы фабрично-заводского обучения и возглавил её.
В начале 1948 года бригада Михеева, состоявшая из семи человек, начала проходку главного ствола глубиной 140 метров. Бригада достигла отличного качества работы и высоких темпов проходки. Длина заходки была доведена до 45 метров, временно закрепляя пройденный пространство. Лишь после 45 метров возводили постоянное бетонное крепление. После окончания проходки главного ствола Михеева перевели на проходку капитального бремсберга длиной 380 метров. Работу здесь в основном приходилось вести вручную, поскольку нельзя применять погрузочные машины с электропроводами. На этом участке он руководил не одной, а всеми тремя изменениями проходчиков. В одной смене вместе со всеми членами бригады Михеев сам работал проходчиком.
Указом Президиума Верховного Совета СССР от 28 августа 1948 года за выдающиеся успехи в деле увеличения добычи угля, восстановления и строительства угольных шахт и внедрения передовых методов работы, обеспечивающих значительный рост производительности труда Михееву Илье Ивановичу присвоено звание Героя Социалистического Труда с вручением ордена Ленина и золотой медали «Серп и Молот».
В 1950 году, по окончании строительных работ и вводу шахты «Ливенская-Заперевальная» в эксплуатацию, бригада Михеева была направлена на строительство шахты «Мушкетовская-Вертикальная» треста «Сталиношахтострой» Буденновского района города Сталино Сталинской области.
С 1955 года работал бригадиром проходчиков строительного управления № 1 треста «Сталиношахтострой». Затем работал на строительстве шахты «Мушкетовская-Вертикальная» проходчиком, рабочим по ремонту отводящих путей. В 1958 году вернулся проходчиком на шахту «Мушкетовская-Вертикальная» треста «Будённовскуголь» города Сталино Сталинской области. С 1960 года работал крепильщиком по ремонту подземных выработок, а с 1966 года — машинистом буровых установок.
В марте 1967 года вышел на пенсию. Проживал в городе Донецке.
Умер 26 июля 1979 года.

## Награды
- Герой Социалистического Труда (28 августа 1948)
- орден Ленина (28.08.1948)
- ордена
- медаль «За трудовое отличие» (12 января 1951)
- знак «Почётный шахтер» (10 сентября 1947)